# ان‌جی‌سی ۴۵۳۶
ان‌جی‌سی ۴۵۳۶ (انگلیسی: NGC 4536) نام یک کهکشان در صورت فلکی دوشیزه است.